# Alessandro D’Errico
Alessandro D'Errico (Frattamaggiore, Italija, 18. studenoga 1950.) je talijanski katolički nadbiskup, bivši apostolski nuncij u Republici Hrvatskoj.

## Životopis
Rođen je u Frattamaggioreu 18. studenoga 1950. Zaređen je za svećenika za biskupiju Aversa 24. ožujka 1974. godine. Dana 14. studenoga 1998. je imenovan naslovnim nadbiskupom u Carini i apostolski nuncij u Pakistanu. Dana 6. siječnja 1999. je dobio biskupsku posvetu. Dana 21. studenoga 2005. imenovan je apostolskim nuncijem u Bosni i Hercegovini. Od 17. veljače 2010. također ima ured apostolski nuncij u Crnoj Gori. Od 2012. do 2017. godine bio je apostolski nuncij u Hrvatskoj. Nakon toga imenovan je apostolskim nuncijem na Malti i Libiji.

## Vanjske poveznice
Mrežna mjesta
- (engl.) Catolich-hierachy.org